# Repubblica - Teatro dell'Opera (métro de Rome)
Repubblica - Teatro dell'Opera est une station de la ligne A du métro de Rome.

## Situation sur le réseau
Établie en souterrain, la station Repubblica - Teatro dell'Opera de la ligne A du métro de Rome, est située entre les stations Barberini - Fontana di Trevi, en direction de Battistini, et Termini en direction d'Anagnina.

## Histoire
La station Repubblica - Teatro dell'Opera est mise en service le 19 février 1980, lors de l'ouverture de l'exploitation de la première section, de la ligne A, entre les stations Ottaviano - San Pietro - Musei Vaticani et Cinecittà.

## À proximité
La station est située exactement sous le rond-point de la Piazza della Repubblica, souvent connue avec son ancien nom Piazza dell'Esedra. En dehors de cela, elle permet d'atteindre notamment : la Basilique Sainte-Marie-des-Anges-et-des-Martyrs, la Fontana delle Naiadi, les Thermes de Dioclétien avec le Musée des Thermes de Dioclétien, la via Nazionale, l'église San Paolo dentro le Mura, le Teatro dell'Opera di Roma, le Palais du Viminal, abritant le Ministère de l'Intérieur italien, le Palazzo delle Esposizioni, la basilique San Vitale, l'église San Bernardo alle Terme, l'église Santa Susanna, l'église Santa Maria della Vittoria, abritant L'Extase de sainte Thérèse du Bernin.